# 免費搭車運動
免費搭車運動（葡萄牙語：Movimento Passe Livre）是巴西一個倡導公共運輸收費免費的社會運動，該運動最早於2005年世界社會論壇舉辦期間在阿雷格里港成立，之後由於參與規劃2013年巴西抗議運動而成為著名的社會運動之一。

## 外部連結
- TarifaZero.org（页面存档备份，存于） （葡萄牙文）
- Manifesta Brasil[永久] （葡萄牙文）